# Dzierzgowo
Dzierzgowo – wieś sołecka w Polsce położona w województwie mazowieckim, w powiecie mławskim, w gminie Dzierzgowo.
W latach 1975–1998 miejscowość administracyjnie należała do województwa ciechanowskiego. We  wsi znajduje się parafia pw. Wniebowzięcia NMP. Miejscowość jest siedzibą gminy Dzierzgowo.

## Zabytki
Późnogotycki kościół parafialny Najświętszej Maryi Panny, wzniesiony w 1 poł. XVI w., (po 1516), na miejscu starszego, fundowanego 1388 przez biskupa płockiego Ścibora na prośbę Pawła z Dzierzgowa, podkomorzego warszawskiego. Ceglany, jednonawowy, elewacja frontowa zwieńczona dziewięcioosiowym sterczynowym szczytem. W roku 1881 dobudowana od południa kaplica i wieża oraz kruchta zachodnia. W kościele znajduje się dziewiętnastowieczny chór drewniany oraz zabytkowe żelazne drzwi zakrystii z XVI wieku. Koło kościoła znajduje się żeliwny krzyż. Jest to symboliczny nagrobek ks. Modesta Chodubskiego, proboszcza dzierzgowskiego.
Na uwagę zasługuje obraz Matki Bożej Szkaplerznej w neobarokowym ołtarzu głównym pędzla Franciszka Tegazzo. W ołtarzach bocznych znajdują się obrazy przedstawiające św. Annę, św. Augustyna, św. Józefa i św. Mikołaja pędzla Polikarpa Gumowskiego. W ołtarzu w kaplicy znajduje się obraz Jezusa Miłosiernego.
Na rynku w centrum wsi na skwerze znajduje się pomnik Tadeusza Kościuszki z 1922 roku. W okresie okupacji niemieckiej pomnik był zdemontowany przez mieszkańców i ukryty. Ponowne odsłonięcie nastąpiło w 1946 roku, co jest uwidocznione na cokole. W miejscowości znajduje się stara szkoła podstawowa imienia marszałka Józefa Piłsudskiego, zbudowana w stylu secesyjnym.
We wsi znajduje się wiele przydrożnych kapliczek, m.in. zabytkowa kapliczka z 1913 przy ulicy Zawodzie oraz neogotycka kapliczka koło gimnazjum i szkoły podstawowej.